# Gokokushi-ji

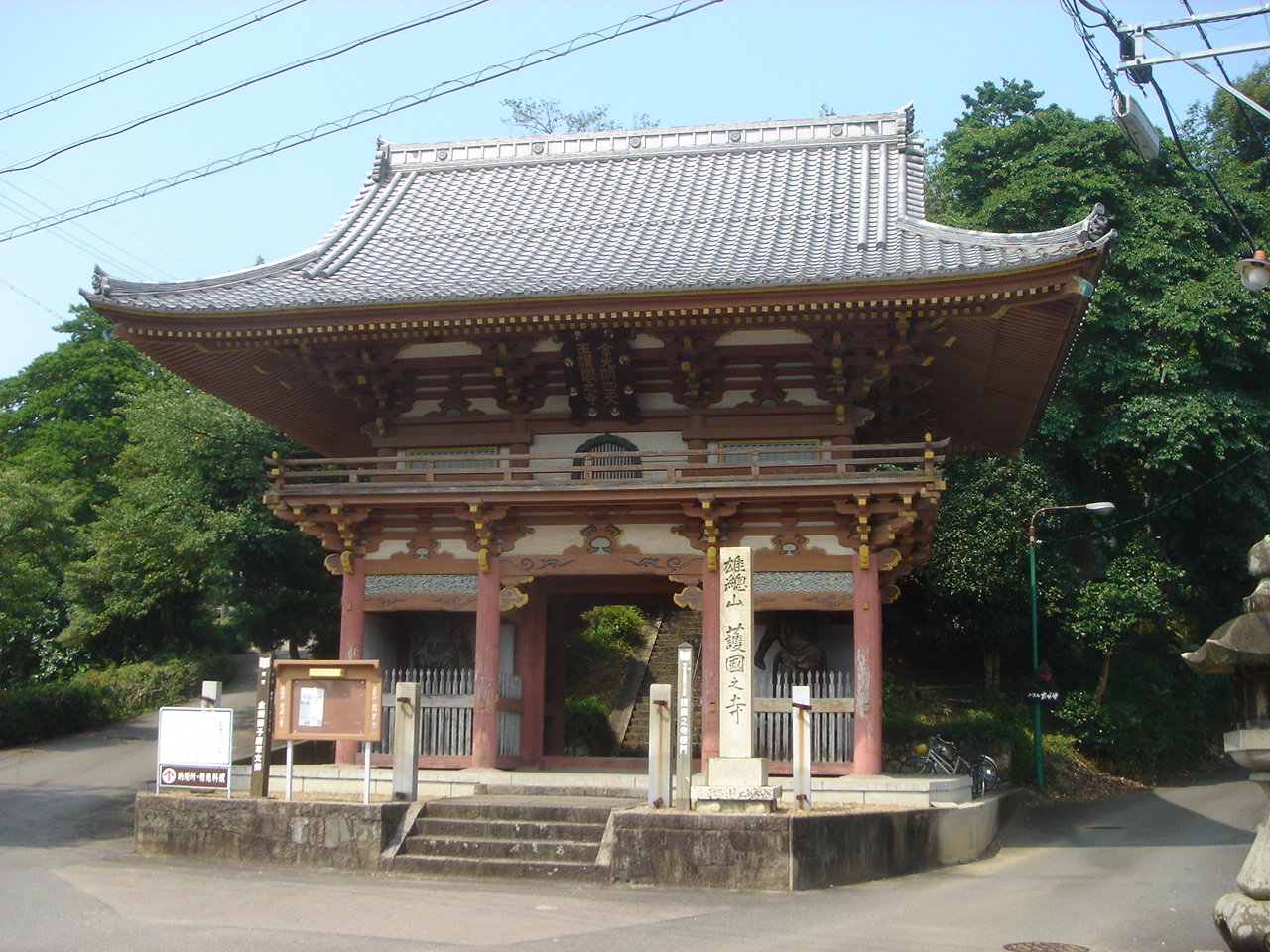
Rō-mon

Le Gokokushi-ji (護国之寺) est un temple bouddhiste de l'école Shingon situé à Gifu, préfecture de Gifu au Japon. C'est le 17e des trente-trois Kannon de Mino.

## Histoire
Le temple est fondé en 746, sur ordre de l'empereur Shōmu. Le temple original a été détruit en 1590 par un grand incendie, mais est reconstruit au cours des ères Genbun et Hōreki de l'époque d'Edo. Le temple reconstruit existe encore aujourd'hui.